# Ефект Купертіно
Ефект Купертіно — помилкове спрацьовування автоматичної заміни слів. Ефект виникає, коли програма перевірки орфографії помилково замінює правильно написані слова, яких немає в її словнику.

## Походження
Старі програми перевірки правопису містили англійське слово cooperation лише у формі з дефісом: co-operation. Зустрівши в тексті варант без дефіса, вони автоматично замінювали його на найближче, на їхню думку, «правильне» слово — Cupertino. Купертіно — місто в Каліфорнії, у якому розташована штаб-квартира компанії Apple Inc., тому слово Купертіно часто використовують як метонім: ним називають компанію Apple.
Слово «Купертіно» входить у словники Microsoft Word щонайменше з 1989 року. Хибні автозаміни, які вона іноді робила в текстах, що не перевірялися, призводили до утворення таких фраз, як-от «South Asian Association for Regional Cupertino» («Південноазійська асоціація регіонального Купертіно»), «presentation on African-German Cupertino» («презентація афро-німецького Купертіно») тощо.

## Інші приклади
Бенджамін Зіммер (Benjamin Zimmer) з Пенсільванського університету зібрав багато прикладів подібних помилок, зокрема:
- definitely (укр. «точно»): definately (неправильне написання) → defiantly (укр. «зухвало»)
- Газета «Нью-Йорк таймс»: DeMeco Ryans (тренер з американського футболу) → Demerol (медичний препарат)
- Газета Denver Post: Voldemort (персонаж) → Voltmeter (укр. «вольтметр»)
- Агентство новин «Рейтер»: Muttahida Qaumi Movement (укр. Рух Муттахіда Каумі[en]) → Muttonhead Quail Movement (укр. «Рух баранячих перепелів»)[3].

Неправильно написане слово не завжди є помилкою користувача. Наприклад, у програмі WordPerfect 9 із налаштуваннями за замовчуванням будь-яке нерозпізнане слово, для якого в словнику програми знаходився схожий варіант, замінювалося ним автоматично. У поточних версіях Microsoft Word за замовчуванням увімкнене «автоматичне виправлення» неправильно написаних слів під час набирання тексту. Смартфони з екранними клавіатурами теж автоматично замінюють можливі помилки словами зі словника; користувач має змогу вимкнути цю функцію.